# Emanuel Pogatetz
Emanuel Pogatetz (Graz, 1983. január 16. –) osztrák válogatott labdarúgó, aki jelenleg a LASK Linz játékosa.

## Sikerei, díjai
- FC Kärnten
  - Osztrák kupa: 2001
- Grazer AK
  - Osztrák Bundesliga: 2003-04
  - Osztrák kupa: 2004

## Külső hivatkozások
- Hivatalos weboldal
- Emanuel Pogatetz pályafutásának statisztikái a Soccerbase oldalon (angolul)

- Transfermarkt profil